# Krasnystaw
Krasnystaw is een stad in het Poolse woiwodschap Lublin, gelegen in de powiat Krasnostawski. De oppervlakte bedraagt 42,07 km², het inwonertal 19.615 (2005).

## Geschiedenis
De stad werd gesticht op het grondgebied van het dorp Szczekarzew. Władysław Jagiełło (de koning van Polen in de periode 1386-1434) gaf Szczekarzew op 1 maart 1394 stadsrechten in Krakau. Het stadswapen toont twee vissen (karpers), die zich op een blauwe achtergrond bevinden. De vlag van Krasnystaw is een rechthoekige doek met het stadswapen in het midden.

## Bezienswaardigheden
Krasnystaw heeft de volgende bezienswaardigheden: joodse begraafplaatsen, het stadhuis, de kerk van Franciscus Xaverius en het regionale museum. Ieder jaar wordt een groot feest georganiseerd: Chmielaki Krasnostawskie, het feest van alle bierbrouwerijen in Polen, waar ook veel buitenlandse brouwerijen aanwezig zijn, zoals Grolsh, Pivovar Nachod en Carlsberg. Dit feest wordt „Het kleine Oktoberfest” genoemd. Krasnystaw heeft 7 zustersteden, waaronder Žatec in Tsjechië en Turijsk in Oekraïne.

## Verkeer en vervoer
- Station Krasnystaw
- Station Krasnystaw Fabryczny
- Station Krasnystaw Miasto